# Adeonella pygmaea
Adeonella pygmaea är en mossdjursart som beskrevs av Levinsen 1909. Adeonella pygmaea ingår i släktet Adeonella och familjen Adeonellidae. Inga underarter finns listade i Catalogue of Life.